# 韩鹏 (1959年)
韩鹏（1959年1月—），湖北天门人，汉族，中国共产党党员。中华人民共和国政治人物、第十三届全国人民代表大会解放军和武警部队代表。

## 生平
曾仼南部戰區某部參謀長丶中國人民解放軍駐香港部隊副司令員丶广州军区副参谋长等
2018年，韩鹏被选为解放军和武警部队出席第十三届全国人民代表大会代表。。